# Felicitas von Aretin
Felicitas von Aretin (* 1962 in Göttingen) ist eine deutsche Journalistin, Autorin und Historikerin. Sie ist die Tochter des Historikers Karl Otmar von Aretin und die Enkelin von Henning von Tresckow und Erwein von Aretin.

## Leben
Von Aretin studierte Neuere und Neueste Geschichte und Kunstgeschichte und Öffentliches Recht an den Universitäten Frankfurt am Main, Heidelberg und München. 1988 wurde sie mit einer deutsch-französischen Bildungsstudie am Europäischen Hochschulinstitut in Florenz promoviert. Nach einer Hospitanz bei der Frankfurter Allgemeinen Zeitung und einem Volontariat beim Berliner Tagesspiegel arbeitete sie als bildungspolitische Redakteurin bei Die Welt. In den Folgejahren leitete sie die Kommunikation der Freien Universität Berlin, der Max-Planck-Gesellschaft (Doppelspitze) und des Deutschen Jugendinstituts.
Von Aretins erstes Buch Weltlage. Der 11. September, die Politik und die Kulturen erschien 2002 und befasste sich mit den Hintergründen des Terroranschlags am 11. September 2001 in New York. Um ihre Familiengeschichte und die Teilnahme ihres Großvaters Henning von Tresckow am missglückten Attentat vom 20. Juli 1944 aufzuarbeiten, an dessen Vorbereitung auch ihre Großmutter Erika beteiligt war, veröffentlichte sie 2004 das Buch Die Enkel des 20. Juli 1944.
In Mit Wagemut und Wissensdurst – Die ersten Frauen in Universitäten und Berufen, erschienen 2018, porträtierte sie 21 Akademikerinnen und deren Karrierewege im frühen 20. Jahrhundert.
Seit Oktober 2020 leitet sie das Münchner Büro einer Geschichtsmarketing-Agentur.

## Publikationen (Auswahl)
- mit Bernd Wannenmacher, Dieter Lenzen: Weltlage. Der 11. September, die Politik und die Kulturen. Leske + Budrich 2002, ISBN 978-3-8100-3418-2.
- Die Enkel des 20. Juli 1944. Faber & Faber, Leipzig 2004, ISBN 978-3-9366-1840-2.
- Mit Wagemut und Wissensdurst – Die ersten Frauen in Universitäten und Berufen. Elisabeth Sandmann im Insel Taschenbuch 2018, ISBN 978-3-9455-4338-2.
- Mit Wagemut und Wissensdurst – Die ersten Frauen in Universitäten und Berufen. Elisabeth Sandmann im Insel Taschenbuch 2020, ISBN 978-3-4583-6495-5.
- Ungewöhnliche Unternehmerinnen und das Geheimnis ihres Erfolgs. Elisabeth Sandmann Verlag, München 2021, ISBN  978-3-9455-4369-6.
- Starke Schwestern. Klosterreisen – Inspirationen für ein anderes Leben. Verlag Herder, Freiburg i. Br. 2022, ISBN 978-3-4510-3364-3.